# Soul Revolution
Soul Revolution är ett musikalbum med The Wailers som spelades in 1969 med Lee "Scratch" Perry och Bob Marley som producenter. Låtarna spelades in under 1969 i Randy's Studio 17 och släpptes som album inte förrän i slutet av 1971, då tillsammans med Soul Revolution Part II, en skiva med instrumentala dub-versioner av låtarna.

## Låtlista

### Sida ett
1. "Keep On Moving"
2. "Don't Rock My Boat" (spelades senare in på nytt under namnet "Satisfy My Soul" på Kaya)
3. "Put It On"
4. "Fussing And Fighting"
5. "Duppy Conqueror"
6. "Memphis"
7. "Soul Rebel"

### Sida två
1. "Riding High"
2. "Kaya"
3. "African Herbsman"
4. "Stand Alone"
5. "Sun Is Shining" (spelades senare in på nytt på Kaya)
6. "Brain Washing"
7. "Mr. Brown" (aka "Dracula")